# الزي الوطني السعودي
الزي الوطني السعودي الرسمي هو اللباس الذي يعبر عن هوية المواطنين في المملكة العربية السعودية وتشكل ليتماشى مع الظروف البيئية والمناخية المختلفة وهو متشابه في بعض عناصره مع الزي المنتشر في معظم دول الجزيرة العربية ويختلف في التفاصيل ويتصف بأنه فضفاض ومتعدد القطع وأحياناً يكون اللون الأبيض هو السائد في غالبية عناصره. ويمكن أن يعبّر الزيُّ السعوديُّ عن مكانة أو وضعه، اجتماعيًا أو دينيًّا من خلال إضافة بعض العناصر أو إزالتها، وكذلك قد يعطي دلالة على نوع المناسبة، فيما لو كانت رسميةً أو احتفاليةً أو اعتيادية. وتوصي الأنظمة الرسمية في السعودية المواطنين بارتداء الزي السعودي الرسمي، أثناء مراجعة الدوائر والمصالح الحكومية. واعتباراً من27 أبريل 2024 تم إلزام منسوبي الجهات الحكومية السعوديين المدنيين بارتداء الزي الوطني: "الثوب والغترة أو الشماغ" منذ دخولهم لمقرات عملهم حتى خروجهم.
يُعد الثوب السعودي معقداً في تصميمه؛ حيث يتكون من 22 قطعة يتم تطريزها معاً، ويملك مساحة كبيرة من التنوع، ويتكون الزيّ من الطاقية البيضاء وتُرتدى أسفل الغترة لمنع انزلاقها، وهي والثوب الأبيض يوصف بأنه ليس بفضفاض أو ضيق، وله ياقات وأكمام بأزرار تحكم الرداء من عند الرقبة والأكمام.

## نبذة
في الماضي كان الزي السعودي عبارة عن الثوب، وتتراوح درجاته ما بين الأبيض وتدرجاته، لكن في الوقت الحالي، تنوَّعت خامات الأقمشة حسب ظروف الطقس وفصول السنة، وقام بعض المصممين بإضافة زخرفة على الثوب، ما جعل الثوب مرغوبًا لدى المجتمع السعودي كافّة. ويُعدُّ الثوب من مكونات اللباس العربي الذي تتوارثه الأجيال، ومع إطلالات بسيطة للثوب، مثْل استبدال الأزرار بالسحّاب، جعلت له بصمةً في عالم الموضة، مع الحفاظ على الخطوط الرسمية في الزي الوطني السعوديّ. إذ يُعدُّ الثوب الزيَّ الرسميَّ الجامع لكل مناطق الدولة، حيث يعبّر عن ثقافة المجتمع، التي تمثل الهوية السعودية.

## عناصر الزي السعودي للرجل

الشاعر علي الأمير يرتدي الزي السعودي مع الغترة البيضاء

### الثوب
يُعدّ الثوب زيًّا أساسيًّا يوميًّا للمواطن السعودي، وهو رداءٌ فضفاضٌ طويل، يُغطّي معظم الجسم، له أربعة أزرار من ناحية الصدر، وله أكمامٌ طويلةٌ تنتهي عند الكف. وتكون نهايات الأكمام، إما مفتوحةً أو مغلقةً بأزرار، ويُسمى هذا النمط (الكَبَك). وللثوب السعودي نوعان شائعان من الياقات التي تغطّي جزءًا من الرقبة، أحدهما تقليدي، يأخذ شكلًا دائريًّا، والآخر متعارَفٌ عليه شعبيًّا بمصطلح (قلابي)، ويكون على شكل مثلثين متقابلين. وتكون الياقات بمقاسين، يحدّدهما عدد الأزرار، إما زرار واحد أو اثنين. ويكون للثوب جيبان متماهيان من الجانبين، وجيب ثالث علوي ظاهر عن يسار الصدر. ولا يكون الثوبُ طويلًاً جدًّا ولا قصيرًا جدًّا، ولا واسعًا جدًّا أو ولا ضيقًا جدًّا. ويختلف لبسه باختلاف أنواعه، كما يُرتدى مع المحزم، أو الصديري، أو البشت، أو الغترة.
لون الثوب السعودي عادة أبيض، وفي الشتاء قد يلبسه البعض بلون داكن ولكن من غير الشائع أن يلبس السعوديون ثوبا ملوناً في الصيف. ولاتكون للثوب السعودي ألوان فاقعة. يصنع الثوب من أنواع عديدة من الأقمشة، فهناك السلك أو البوليستر، وهناك القطن الصناعي والقطن الخالص.

### المرودن
رداء اشتهر في نجد، يشبه الثوب إلا أن له أيادٍ طويلة ويبرز بوصفه أحد القطع الأساسية في الزي الذي يلبس عند تأدية العرضة السعودية، متميزاً بسمته الفضفاضة، واتساع الأكمام عند طرفيه، بحيث إن تصل أكمامه إلى الأرض عند إرخاء اليدين.

### المذيل أو المحرود
في بوادي منطقة عسير والباحة كانوا يرتدون الثوب المعروف باسم (المذيل) وهو ثوب طويل الأكمام وواسع، ويتصف الثوب المذيل بالقصِر فهو يكون إلى منتصف الساق، وتجمع أكمامه الطويلة إلى الخلف وتربط، لمساعدتهم على الزراعة والقيام بالأعمال اليومية.
أما في المناطق السروية (من جبال السروات) المرتفعة ذات الطبيعة القروية، فيختلف الثوب إذ يكون غير مذيل الأكمام وليس واسعاً وعريضاً كما هي الحال في الثياب البدوية، وتُلبس عادة فوقه العباءة أو الشملة ذات الألوان السوداء أو البيضاء أو الحمراء الداكنة، والمصنوعة من الجلود أو الصوف.

### الإزار (المصنف)
في الأجزاء التهامية من منطقة عسير يلبس عامة الرجال على الجزء السفلي من الجسد إزاراً يُسمى: (المصنف، أو الحوكة أو المثلوث، أو الجرافي) وهي أسماء لنوع الإزار وفقاً لنوع القماش وطريقة الصُنع، ويستر الجزء العلوي من الجسد بصديرية تعرف في بعض الأجزاء باسم (كرته) وفي أجزاء أخرى باسم (صديرية، أو سميج) وتصنع غالباً من الأقمشة ذات الألوان السوداء أو المخططة.

### المذولق
في الأجزاء الشرقية من منطقة عسير يلبس الرجال نوعين من الثياب: النوع الأول يسمى (المذولق) وهو ثوب يُخاط بطريقة تجعله واسعاً بالنسبة إلى الجسم، وأكمامه واسعة جداً ومقطوعة من الأعلى وطويلة من الأسفل، وأما النوع الثاني فيسمى (الحائلي) وهو ثوب فضفاض وأكمامه كاملة وغير واسعة.

### المبرم
يرتدي الرجال في شرق منطقة عسير ثوباً خاصاً للعمل في الزراعة وهو ثوب (المبرم) الذي يتصف بالمتانة والقوة والقصِر، وأكمامه قصيرة أيضاً ليساعد على الحركة والزراعة.

### المزندة
في نجران تظهر الأزياء النجرانية القديمة كثيرًا عند كبار السن حالياً، الذين لم يتنازلوا عن لباسهم التقليدي القديم، خصوصاً ثوب المزنّدة والجنبية عند الرجل. حيث يلتزم الرجل بثوب المزندة ويرتدي من فوقها المذيل، ولا يكتمل الزي إلا بالجنبية والخنجر.
أما منطقة جازان فهناك لباس البحر (جازان وفرسان) حيث يرتدي الرجل الذي يعيش على الساحل ويزاول مهنة الصيد الصدرية أو الفنيلة البيضاء والإزار، الذي يسمى الفوطة أو الحوك، ويتكون من قطعة مستطيلة (متر عرضاً و1.5 متر طولاً) من قماش ملون أو من قماش القطن الأبيض، فيما يتكون لباس الداخل في جازان من الشميز (القميص) الأبيض أو الملون، والإزار (المصنف) المقلم.
تشبه ملابس الرجال في جزيرة فرسان ملابس الرجال في المنطقة الغربية، حيث تتكون من الثوب الأبيض وفوقه الصديري (يسمى يلق) وعلى الرأس تلف العمامة ومن أفضل أنواعها البرسيمي الصفراء، وتسمى طريقة اللف "دقلة".
يتكون اللبس الأساسي لأبناء المنطقة الغربية من الثوب والغترة والصديري والعمامة وحزام للبطن وسجادة على الكتف. ويتفننون في زخرفة الحزام والسجادة بألوان زاهية.
أما المنطقة الشمالية في السعودية فيرتدي الرجال العقال وله أشكال مختلفة، والشماغ، والغترة بألوان متعددة، والمرودن، والصاية، والدقلة أو الزبون، والفروة، والكوت، والجبة، والعباءة أو المشلح بأنواعها وألوانها مثل عباءة البيدي وعباءة البرقا، والسيوف، والمجاند.

### القطع الإضافية
تُضاف إلى الملابس بعض القطع الإضافية مثل: الجنابى والخناجر وهي عادة متصلة بحِزام من الجلد يلبسه الرجال على وسطهم، ويوجد به مكان مخصص لوضع الخنجر أو الجنبية يدعى "سبتة"، وقديماً لا تكاد الجنبية تفارق الرجل الجنوبي في عمله وفي زياراته ومجالسه، وهناك المجند أو المحزم في زي العرضة، والحزام والسجادة في زي المناطق الغربية.

#### أغطية الرأس

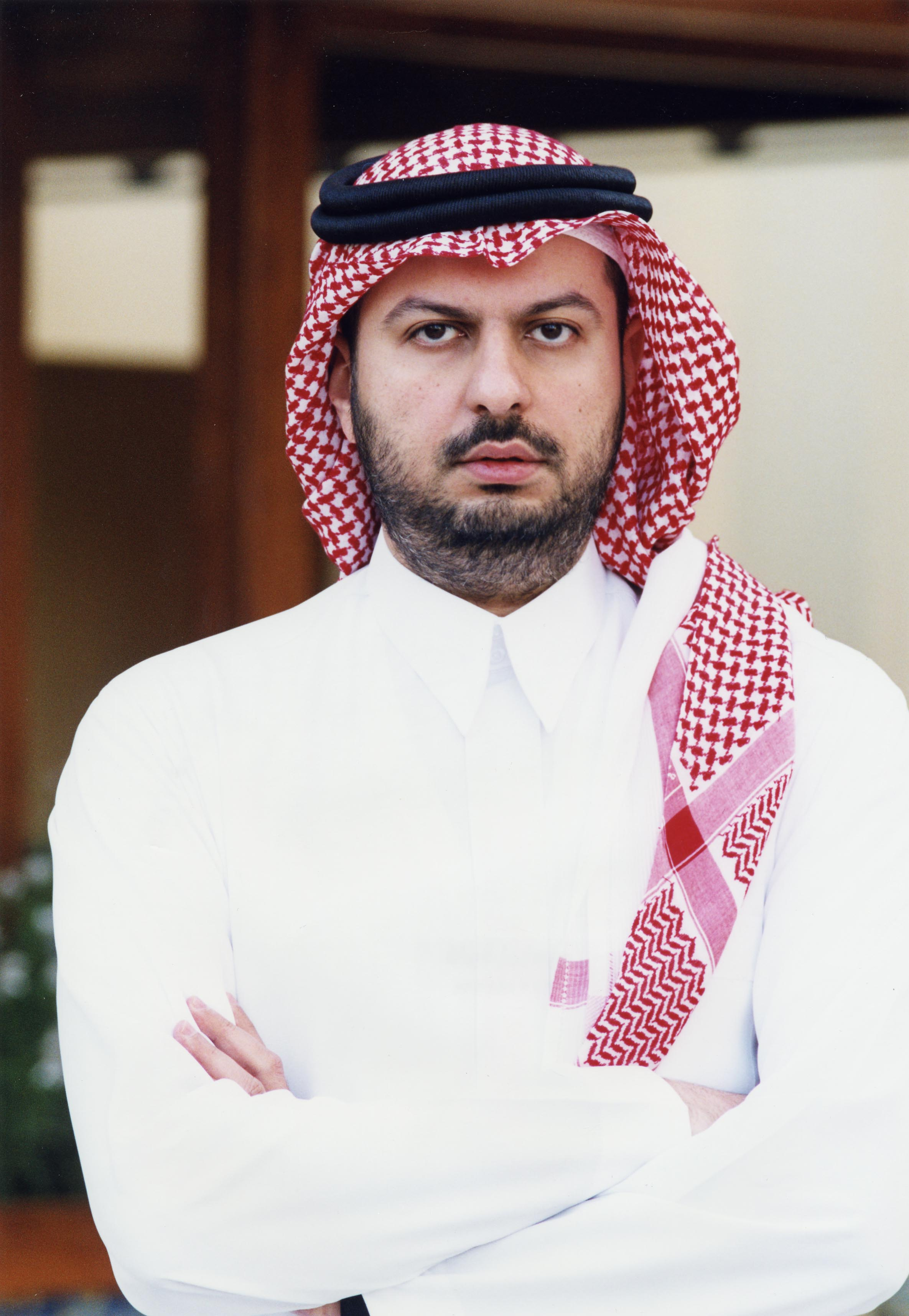
الأمير عبدالله بن مساعد يرتدي الزي السعودي مع الشماغ

#### الطاقية
تلبس على الرأس وتكون بمقاسه تماماً ولا تكون كبيرة وبارزة، وتلبس عادة من أجل أن يوضع فوقها الشماغ أو الغترة.

#### الشماغ والغترة
يلبس السعوديون الشماغ بلونيه الأحمر والأبيض أو الغترة البيضاء في حياتهم اليومية وأثناء عملهم وفي المناسبات المختلفة والأعياد. والشماغ أو الغترة رداء شكله مربّعٌ في الأصل وعند اللبس يتم طيه على شكل مثلث بحيث يغطي الرأس والأكتاف ويثبت بالعقال. ويكون قماش الشماغ مطرزاً بخيوط حمراء أو بيضاء بينما لا يوجد تطريز في الغترة. وتعتبر الغترة من أغطية الرأس العربية القديمة، والتي يعود منشأها في الصحراء الشمالية في المملكة العربية السعودية. وتعتبر اقدم صورة تصور شخصا يرتدي الشماغ والغترة؛ هي صورة الإمام عبد الله بن سعود.

#### أساليب لبس الشماغ أو الغترة:
-الأسلوب الرسمي (تشخيصة الشيوخ): وتكون عبر وضع أحد طرفي الشماغ أو الغترة على الكتف المعاكس.
- أسلوب بنت البكار: وهي وضع طرفي الشماغ أو الغترة فوق الرأس.
- أسلوب الميزان: ويكون عبر رمي طرفي الشماغ أو الغترة على الرأس بدون شد بحيث تحاكي شكل الميزان.
- أسلوب الكوبرا: وتكون عبر لف أطراف الشماغ أو الغترة فوق الرأس وحول الأكتاف بطريقة تشبه (أفعى الكوبرا).

### العقال
وهو قطعة سوداء تشبه الجديلة توضع على الرأس لتثبيت الشماغ أو الغترة، بسماكة متوسطة ليست عريضة جداً أو رفيعة جداً. ولا يدخل في الرأس بل يثبت عليه. ويعتبر العقال قطعة من اللباس البدوي، والتي يرجع أصلها إلى نجد. وكان بالبداية عبارة عن حبل يمسك الجمال، وفي حالة عدم الاستخدام يتم وضعه على الرأس.

### البشت(المشلح)

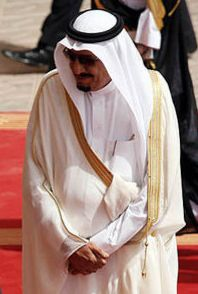
الملك سلمان بن عبد العزيز يرتدي الزي الرسمي السعودي.

تختلف أنواع البشت من حيث سماكة القماش ففي الصيف يرتدي السعودي البشت الخفيف بينما في الشتاء يرتدي البشت الثقيل. يلبس البشت أو المشلح بعد ارتداء الزي السعودي كاملًا، كما يلبس في الأعراس والمقابلات الرسمية ذات الطابع الخاص، كما يلبسه الملوك والأمراء والوزراء والشيوخ وكبار التجار. وهو من عناصر الزي السعودي الرسمي لكن ليس من المألوف أن يلبسه الموظف أثناء عمله. ويعتبر أقدم البشوت هو العباوي ثقيل باللبس ويصنع من الوبر وبعدة ألوان ويزين بالكشكش من جهة الامتان والصدر والعباوي خاص بالحكام وكبار القوم.
 بروتوكولات البشت 
هناك بروتوكولات وأعراف لارتداء البشت أو المشلح في المملكة العربية السعودية، فمثلاً في النهار تستخدم البشوت ذات الألوان الفاتحة كالبشوت البيضاء، وفي الليل تستخدم البشوت الغامقة كالبشوت السوداء، وغالباً ما يُلبس مع البشت الغترة البيضاء، ولا ضير في ارتداء الشماغ الأحمر أو الأبيض معه.
 أنواع البشوت 
1- المنديلي: وهو أشهر أنواع الخياطة وأقدمها وأكثرها رواجاً، وسميت بذلك نسبة إلى الأمير محمد بن منديل أحد أمراء نجد قبل الدولة السعودية الثانية
2- السوري: وهي خياطة حديثة إذا تم قياسها بالنسبة إلى المنديلي، وأصلها خياطة أحسائية غير أنها هجرت مدةً من الزمن ثم عاد عليها الطلب على إثر عمل العمالة الأحسائية في سوريا وتعددت تسميات خياطتها بزيادة عرض خياطة الزري على البشت، فهناك المروبع والمتوسع والطابوق.
3- المعلمة: وهي قماش محاك بالوبر وأثناء حياكته يدخل الزري في الظهر والأكتاف، وهي قليلة الانتشار في الوقت الراهن.
4- البخية: وهي مماثلة لخياطة المنديلي والسوري، ولا فرق بينهما إلا أن هذا النوع يستخدم فيه الحرير بدل من الزري.
5- البشت الحساوي: وقد صنع هذا البشت في الأحساء حيث أن أهل الأحساء كانوا وما يزالون معروفين بصناعة البشوت، وهو من أفخر وأفخم أنواع البشوت.
6- البشت النجفي: من أشهر أنواع البشوت القديمة، والتي ما تزال تتصدر كافة البشوت، حيث يمتاز بخفته وجمال لونه وتطريزه، وهذا البشت كان وما زال غالي الثمن ولا يلبسه غير وجهاء القوم.

## الدقلة

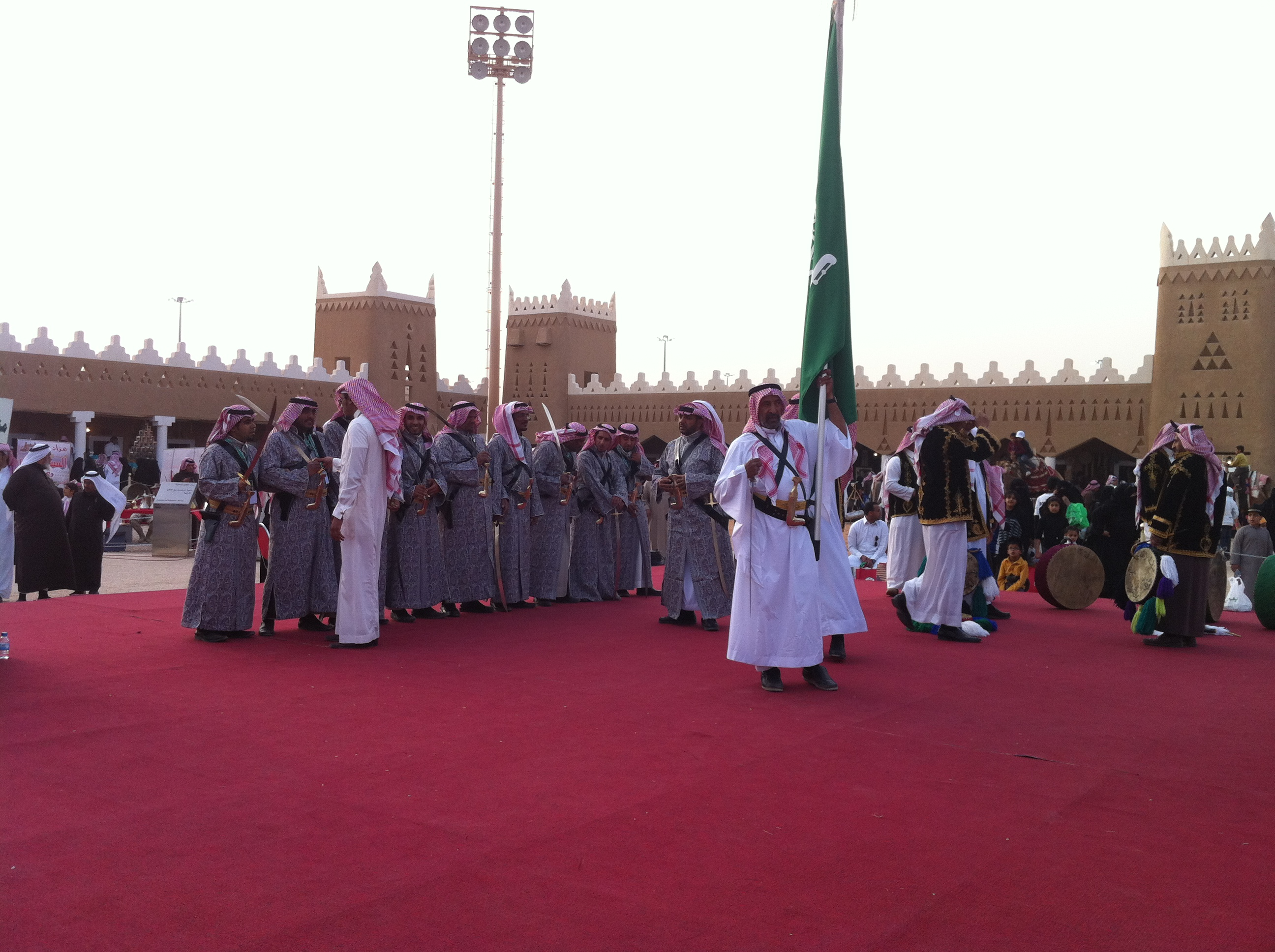
سعوديون يؤدون العرضة وهم يرتدون الدقلة

لا تعتبر الدقلة من عناصر الزي السعودي الرسمي، وهي لباس شبيه بالبشت لكنه مليء بالزخارف ويلبس في الأفراح غالباً، ودائماً ما يلبسها ملوك السعودية عند أدائهم لـ العرضة السعودية في الاحتفالات الوطنية والرسمية وعند حضور مهرجان الجنادرية خصوصاً، ويتكون زي العرضة السعودية من: (ثوب المرودن، والصاية أو الدقلة، والمجند، والخنجر، والسيف).

## عناصر الزي السعودي للمرأة
لا يوجد لباس محدد وشائع للمرأة السعودية، ولكن خارج المنزل يلتزمن بلبس العباءة السوداء وهو اللون الشائع، بينما يرتدين البعض الآخر العباءات الملونة، بالإضافة إلى غطاء الرأس ويسمى «الطرحة»، وتلتزم أغلبهن بارتداء غطاء للوجه يسمى «النقاب».
يختلف زي النساء التقليدي في المملكة العربية السعودية باختلاف المنطقة، وتحتوي ملابس النساء التقليدية على ملابس للاستخدام اليومي، وملابس للمناسبات وأخرى للخروج، ومن أمثلة تلك الملابس الثياب بأنواعها والدراعة والعباءة، والتي تقوم بتغطية كامل الجسم، بالإضافة إلى أغطية للوجه والرأس، وعدد من المكملات من الحلي والزينة.

### الدراعة أو المقطع
تعرف باسم الزي المقطع وهو الزي التقليدي الرسمي للنساء في المنطقة الشمالية والمنطقة الشرقية والوسطى في السعودية، وهو الزي الذي تعرف به المرأة النجدية، ويكون فضفاض يخفي تقاطيع الجسم ويصل إلى الكعبين بأكمام واسعة وطويلة، تبدأ من الكتف وتضيق بشكل تدريجي وصولاً إلى الرسغ، تتكون الدرّاعة من 4 قطع تتم خياطتها معاً، وهي البدن، والأكمام، التخراصة والبنيقة. التي تخاط من الجانبين حتى تعطي الاتساع المطلوب للحركة بحرية، ويُعد الحرير هو أبرز الخامات المستخدمة في تصميم الدرّاعات، خصوصاً دراعات المناسبات والأعراس، فتتميز بتطريز وزخارف فخمة، بينما صنع الدراعات الخاصة بالاستخدام اليومي والارتداء في المنزل من خامات مثل القطن والكتان وما يشابهها من الأقمشة التي تمتاز بسهولة الحركة. ومن أشكال التطريز المميزة على الدرّاعات النجدية هي النقوش النباتية مثل الورود وأوراق الشجر المطرزة بخيوط الحرير والخرز، كما تتميز الدراعة باللون القرمزي والبرتقالي.

### الزبون
هو القطعة الأساسية في الملابس الخارجية بالمنطقة الغربية. يصنع من قماش الساتان أو القز الهندي وفقاً لاختلاف الرغبات والأذواق، يتميّز بياقة مرتفعة وكم قصير يصل حتى الكوع.

### السحابي
هو عبارة عن ثوب واسع يتم ارتداؤه فوق الدراعة في المناطق الشمالية والشرقية والوسطى، وأيضاً فوق الزبون، في المناطق الغربية، وهو واحد من الملابس الأساسية التي لا تستطيع المرأة الاستغناء عنها.

### المجنب (المتروك)
هو أحد الثياب المميزة للنساء في منطقة عسير، سُمي بذلك، نظراً لوجود قصة فوق الفخذ ينزل منها عدد من القطع الجانبية التي تساعد في اتساع الثياب، وكان المتروك يصنع من مختلف الأقمشة ومنها الستان، والقطن الأسود، والمخمل أو القطيفة، ويتم تطريزه باستخدام الخيوط الحريرية ذات الألوان المتعددة، من الأكمام والصدر وبطول الخياطات الجانبية.

### المقبل
نوع من الثياب التي تميّزتْ بها نساء منطقة عسير، يصنع من قماش الخام بلونه الطبيعي دون صباغته، يزين صدره وظهره باستخدام كلفة من القطن الأسود. وقد يطرز الصدر بخيوط ملونة من الحرير الأحمر على شكل خطوط متكسرة.

### المزوعن
نوع من الثياب التي تتميّز بها المرأة في منطقة الباحة.

### الدقلة (الزبون)
هو أحد الثياب النسائية ويكون مفتوح من الأمام، مع فتحتين صغيرتين على الجانبين. يغلق الجزء العلوي منه بأزرار دائرية الشكل، من القماش أو القصب (الزري)، تثبت بعراوٍ خارجية من القماش نفسه، ويترك الجزء السفلي مفتوحًا.

### البخنق أو المخنق
ثوب تلبسه الفتيات الصغيرات. عبارة عن غطاء أسود للرأس يتكون من قطعه قماش حرير أسود الشفاف تُخاط كاملة إلا فتحة للوجه، وتطرز بخيوط الحرير والأسلاك الذهبية أو الفضية. وثياب أخرى عديدة، منها ثوب النقدَة، والكرته، والمُفحّحْ، وهو رداء مكون من قطع طولية وعرضية ملونة.
أما نساء المنطقة الشمالية فيرتدين ثوب المحوثل، والمرودن، والمدرقة المطرزة بالأحمر والأخضر والأزرق، والسدو، والمقطع، والكرته، والزبون، والصاية، والجبة، والعباءة أو المشلح مثل عباءة دفة الماهود للعروس، والمزوية والمرشدة، والشيلة بأنواعها، والعصابة، والمنديل الملون أو المزخرف.

### أنواع العباءات
أنواع عديدة حسب الخامة وما يلحق بها من تفاصيل، وإضافات، فهناك:
العباءة البشت: كانت المرأة في المناطق الشمالية والشرقية والوسطى تستخدمها عند الخروج، كما تلبسها العروس فوق ملابسها ليلة العُرس. وهي رداء طويل فضفاض مفتوح من الأمام، كان في القديم يصنع من الصوف الخشن ثم أصبح من الصوف الناعم، وبعد ذلك من الأقمشة آلية الصُنع، ويزيّن بخيوط الحرير السوداء أو الزري (التعصيم). ومن أشهر العباءات: عباءة فيصول و«الدوك» و«ونيشه» و«دقاق شمال».
الخرقة: عباءة نساء البادية في شمال غرب السعودية. تصنع من قماش أسود وتزين بالتطريز والخرز الملون.
أغطية الرأس: أغطية الرأس في سائر الأيام: المسفع، العصابة، المحرمة، المدورة، القناع، البيرم.
الشيلة: وتسمى أيضًا الغدفة. من أغطية الرأس الأساسية والأكثر استعمالاً في معظم مناطق السعودية. وهي قطعة مستطيلة من قماش قطني خفيف أسود خالية من أي زينة أو تطريز، تلفها المرأة حول رأسها مع كشف الوجه. ومن أنواعها (المشنفة، شيلة التلي، المريشة).
الشمبر: مثلث صغير من قماش الفوال الأبيض أو الكروشيه، في زاويتيه الجانبيتين خيطان من القيطان لتثبيته خلف الرأس.
المحرمة: قطعة مستطيلة يختلف طولها تبعًا لطول الشعر. تصنع من الشاش الأبيض المعروف باسم فرخ اليشمك.
المدورة: مربع من قماش اليشمك، تزينه ورود ملونة مطبوعة على الأطراف، تختلف ألوانها وزينتها بحسب المناسبة.

### المسفع أو الطرحة
قطعة مستطيلة الشكل من الشيفون الطبيعي الأسود، ترتديها الفتيات بدلًا من الشيلة.
العصابة: تلبسها نساء البادية في شمال غرب السعودية، بأشكال وخامات متعددة. منها ما يصنع من الجلد ويزين بخرز الفضة.
المصون: غطاء مستطيل من القطن الأسود السميك له هدب على الأطراف ترتديه المرأة المتزوجة فوق المنديل فتلفه حول وجهها وتثبته في الجنب تاركة الوجه مكشوفًا.
المنديل: مثلث من قماش قطني خفيف أحمر أو برتقالي اللون، تزيّنه ورود مطبوعة، يوضع على الرأس ويربط من الأمام تحت الذقن، أو من الخلف. كانت الفتاة قبل الزواج، تكتفي بالمنديل كغطاء للرأس. أما المتزوجة فتلبس فوق المنديل الأصفر قطعة سوداء على رأسها، وترتديه نساء المنطقة الجنوبية.
الطفشة (الهطفة): قبعة كبيرة تصنع من سعف النخيل (الخصف)، تستخدم للحماية من الشمس، وتلبس فوق غطاء الرأس القطني، وترتديها النساء والفتيات في منطقة عسير عند ممارسة الزراعة، أو رعي الأغنام للوقاية من الشمس.

### الحلي والزينة
شمسة: هي حلي من الذهب يتكون من قطعة صغيرة تُصاغ على هيئة مثلث تقريباً، تلبسه المرأة أعلى جبهتها، وانتشرت في المنطقة الوسطى.
خلخال: حلي من الزينة تلبسه المرأة في ساقها، مجوف وفي وسطه حبات صغيرة من الفضة، له صوت هادئ إذا مشت المرأة، له أنواع عديدة وفي بعض المدن نجده يُسمى مقاطيع، ومنه الخشوش ويقفل بمسمار صغير منتشر في المنطقة الشرقية، ويوجد الحجول وهو غير مجوف وتلبس المرأة أكثر من قطعة في ساقها لإصدار صوت عند المشي ومنتشر في المنطقة الوسطى.
حزام جديل: شريط من القماش جُدل ورُصّع بخرز الفضة أو الرصاص، والاسم الشعبي له مطموس، ومنتشر في المنطقة الغربية.
بناقر أو بناجل أو بناجر: تصنع من الذهب أو الفضة، تلبسها المرأة في ذراعيها وهي صفيحة مدورة ولها فصوص، تلبس في المنطقة الوسطى والمنطقة الشرقية، وفي بعض المناطق تسمى شمايل أو غوايش أو مضاعد.
البربوش: سلاسل فضية طويلة تنحدر بشكل متوازي مع ذوائب الشعر، تلبسها المرأة في مقدمة شعرها، وتشتهر في المنطقة الوسطى.
الخناقة: قلادة تُنظم من خرز الياقوت والمرجان والفيروز والذهب سُميت بذلك لأنها تضيق على العُنق، وتلبس في المناطق الشمالية.
رعاف: خرز أحمر نقي يتميز بأحجام مختلفة وتنظم منه القلائد، وهو حلي قديم مشهور في نجد وذكره الكثير من الشعراء.
هلال: قلادة تصاغ من الذهب أو الفضة، تتعدد أحجامها، ومنها مرصع بالفيروز، منتشرة في الجزيرة العربية، وخاصة في منطقة القصيم.
مشط: أداة تستخدم لتمشيط شعر المرأة، يصنع قديماً من الحديد أو الخشب، ويعرف أيضاً بـ “المكد" و"المرجل" و"المسرح".
من حلي نساء منطقة عسير إكسسوارات الفضة، فهناك الصفايح والزمام والمعضد والخرصان والعصابة والرشرش.

المعكس: وهو مجموعة من النباتات والزهور العطرية والريحان على شكل طوق يوضع على الرأس لتزيينه وتطييب رائحة الشعر، ويرتديها الرجال والنساء في منطقة عسير.

من ألبسة المرأة في بعض مناطق المملكة العربية السعودية

## دليل أزياء يوم التأسيس
يعكس الزي الشعبي السعودي جانبًا مهمًّا من ثقافة السعودية وتطوراتها، فمنذ بدايات المجتمعات في الحضارة الإنسانية وثياب القوم تعكس جزءًا من عاداتهم وثقافتهم وليست فقط لغرض ستر العورات والوقاية من البرد والشمس، وقد تجلت فكرة الزي الشعبي الرسمي كثيراً في الخليج والوطن العربي أكثر من أي مكان آخر على كوكب الأرض، حيث تميز كل شعب عربي بل كل أهل مدينة أو منطقة عربية بزيهم الشعبي، وفي المملكة العربية السعودية للثوب الرسمي رحلة طويلة تتميز بالأصالة التي يتمسك بها الشعب السعودي مع مواكبة التطور وتغيرات المجتمع ليخرج لنا الثوب السعودي بصورته الحالية الأنيقة التي يُمكن أن تميز مرتديه، ومعرفة أنه سعودي في كل أنحاء العالم حالياً.

## لبسنا يوم بدينا
تم إطلاق دليل أزياء يوم التأسيس تحت شعار لبسنا يوم بدينا؛ للاحتفال بمناسبة ذكرى تأسيس الدولة السعودية الأولى والذي يوافق تاريخ 22 فبراير. حيث وضح الدليل أزياء كل منطقة من مناطق المملكة العربية السعودية للنساء والرجال والأطفال.

## زي المنطقة الوسطى

زي أهل المنطقة الوسطى

### الرجال
لبس رجال المنطقة الوسطى عبارة عن عصابة، وغترة، وثوب، ودقلة، وبشت البرقاء، أو عقال زرّي، وبشت.

### النساء
لبس نساء المنطقة الوسطى عبارة عن شيلة، وثوب، أو ثوب تور تحته دراعة، وفيه تخراصة زري، وكلفة على الأكمام من الترتر الملون.

### الأطفال
لبس أطفال المنطقة الوسطى:

#### الذكور
عبارة عن طاقية زري، وعقال، وغترة، وثوب مرودن، وجوخة.

#### الإناث
عبارة عن قبع، ومقطع أو دراعة.

## زي المنطقة الشمالية

زي أهل المنطقة الشمالية

### الرجال
لبس رجال المنطقة الشمالية عبارة عن عقال، وغترة، وثوب مرودن، وبشت.

### النساء
لبس نساء المنطقة الشمالية عبارة عن شيلة، والمقرونة (عصابة على الرأس)، وثوب محوثل.

### الأطفال
لبس أطفال المنطقة الشمالية:

#### الذكور
عبارة عن عقال، وغترة، وبشت، وثوب مرودن.

#### الإناث
عبارة عن بخنق، ودراعة.

## زي المنطقة الجنوبية

زي أهل المنطقة الجنوبية

### الرجال
لبس رجال المنطقة الجنوبية عبارة عن عصابة، وبيدي، وثوب.

### النساء
لبس نساء المنطقة الجنوبية عبارة عن ثوب مجنب، والشيلة المريشة.

### الأطفال
لبس أطفال المنطقة الجنوبية:

#### الذكور
عبارة عن قميص، ومصنف، وإزار.

#### الإناث
عبارة عن ثوب مكلف، وطفشة.

## زي المنطقة الشرقية

زي أهل المنطقة الشرقية

### الرجال
لبس رجال المنطقة الشرقية عبارة عن عقال مقصب، وغترة، وثوب مرودن، ودقلة.

### النساء
لبس نساء المنطقة الشرقية عبارة عن ثوب النشل، ودراعة.

### الأطفال
لبس أطفال المنطقة الشرقية:

#### الذكور
عبارة عن عقال، وغترة، وثوب، وصديرية.

#### الإناث
عبارة عن بخنق، ودراعة.

## زي المنطقة الغربية

زي أهل المنطقة الغربية

### الرجال
لبس رجال المنطقة الغربية عبارة عن عقال مقصب، وغترة، وثوب مرودن، وبشت. أو طاقية، وعمامة، وثوب، وشاية (وهي بديلة عن الكوت).

### النساء
لبس نساء المنطقة الغربية عبارة عن محرمة ومدورة، وثوب داير أو منثور، وزبون. أو مسفع، وبيرم، وثوب الصدرة.

### الأطفال
لبس أطفال المنطقة الغربية:

#### الذكور
عبارة عن عقال، وغترة، وبشت، وثوب.

#### الإناث
عبارة عن شيلة، وثوب مبقر.

## الاعتزاز بالزي الوطني السعودي
من خلال استطلاع رأي الشباب السعودي في الزي الوطني السعودي، اتضح أن 80% يفضِّلون الزي الوطني السعودي، حيث إنّ الشباب يفضلونه بسبب حرارة الجو، ولتميّزه بالخفة، وبالألوان الفاتحة، التي تعكس أشعة الشمس، والشماغ الذي يحمي الرأس من حرارة الشمس، وتحديدًا في فصل الصيف.

## الحياة الرسمية
إن السعودية تعتز بهويتها الوطنية، حيث يُعدُّ الزي الوطني السعودي (الثوب والشماغ) أحد أشكال الهوية التي يعرف بها المواطن السعودي، ولقد أكَّدَتْ على ضرورة الالتزام بارتداء الزي السعودي، وأكَّدَتْ الالتزام بالزي السعودي لمراجعة الجهات الحكومية بمختلف مسمياتها، ومنع دخول المراجعين، إلا بارتداء الزي الوطني السعودي للسعوديين.

## الحجّاج والزي الوطني السعودي
يهتم الحجّاج بالزي الوطني السعودي في أسواق مكة المكرمة بعد الانتهاء من تأدية فريضة الحج، حيث يُقْبل الحجاج من جنسيات عربية وأفريقية وجنوب شرق آسيا، على شراء الزي السعودي خلال موسم الحج.

## مشاهير ارْتَدُوا الزيَّ الوطني السعودي
مع جذب عدد من اللاعبين العالميين للاحتراف بالأندية السعودية خلال موسم 2023/2024، برز ظهور أكثر من نجم عالمي يرتدي الزي الوطني السعودي، منهم:
- ليونيل ميسي.[42]
- كريم بنزيما.[43]
- كريستيانو رونالدو.[44]
- ساديو ماني.
- رياض محرز.
- نيمار.
- نغولو كانتي.[43]